# إريك أورباخ
إريك أورباخ (بالألمانية: Erich Auerbach)‏ (و. 1892 – 1957 م) هو لغوي، وأمين مكتبة، وكاتب، وأستاذ جامعي، وناقد أدبي من ألمانيا . ولد في برلين .
توفي في Wallingford .

## أعمال بارزة
من أهم أعماله:
- Mimesis: The Representation of Reality in Western Literature.

## مناصب وهيئات
أدار جامعة ماربورغ، وجامعة ييل.

## روابط خارجية
- إريك أورباخ على موقع الموسوعة البريطانية (الإنجليزية)